# Kartoffelschnaps
Als Kartoffelschnaps wird eine durch Brennen hergestellte alkoholhaltige Flüssigkeit (Branntwein) bezeichnet, die aus der Kartoffel gewonnen wird.
Der Kartoffelschnaps wurde, weil die Herstellung und das Ausgangsmaterial preiswert waren, lange als „Arme-Leute-Schnaps“ angesehen.
Die polnische und ukrainische Version des Kartoffelschnapses nennt man Wodka. In Russland, Skandinavien und in anderen Ländern werden, je nach Land und Brennerei unterschiedlich, Wodka und Aquavit aus Kartoffeln oder Getreide hergestellt.

## Geschichte
Seit 1647, so belegen es Gerichtsakten in Franken, bauten Bauern in Pilgramsreuth bei Rehau Kartoffeln im Feldanbau zur Nahrungserzeugung an. Ab dem Jahr 1716 wurde die Kartoffel in Sachsen vermehrt angebaut und fand weitere Verbreitung, als 1745 der Preußenkönig Friedrich II. (Friedrich der Große) das Gesetz zum Anbau der Kartoffel erließ, wonach die Bauern zehn Prozent ihrer Ackerfläche mit Kartoffeln bepflanzen mussten. Danach entwickelte sich die Nutzung der Knollenpflanze recht schnell als Basisnahrungsmittel und als Ausgangsstoff für industrielle Anwendungen. Die Herstellung von Branntwein aus Kartoffeln wurde 1682 erstmals erwähnt. Die erste Kartoffelbrennerei in Deutschland wurde wohl um 1750 von David Möllinger in Monsheim in Rheinhessen in Betrieb genommen.

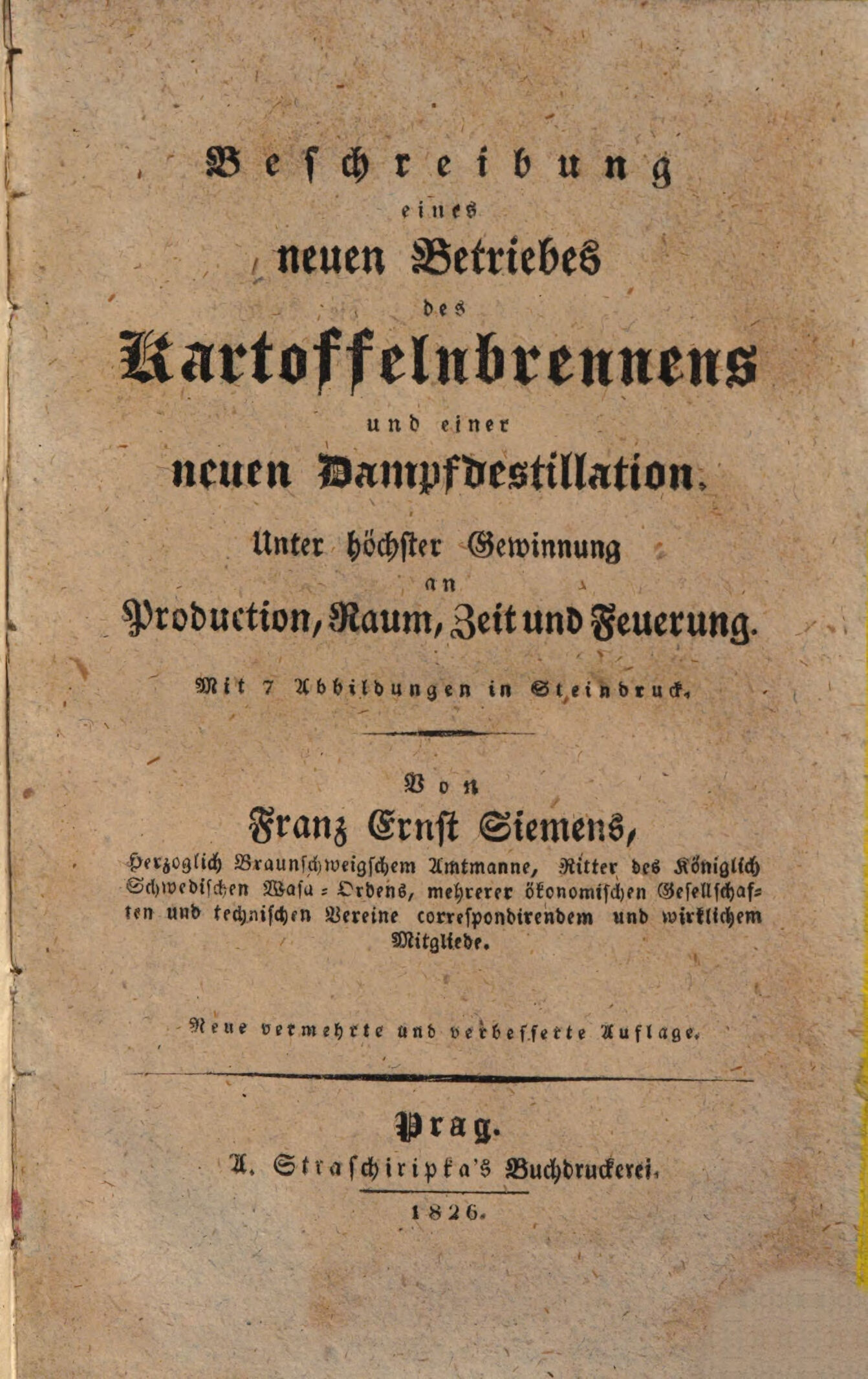
Beschreibung eines neuen Betriebes des Kartoffelbrennens und einer neuen Dampfdestillation;
1826 in neuer und erweiterter, illustrierter Ausgabe von Franz Ernst Siemens bei Anton Straschiripka in Prag gedruckt

Verbreitet bei Kartoffelschnaps waren Ende des 18. Jahrhunderts zwei Herstellungsvarianten des Apothekers Johann Andreas Gabelmann (1754–1832) in Barby, welcher mit einer Rezeptur mit getrockneten Kartoffeln eine von Jahreszeiten und Missernten unabhängige Produktion ermöglichte. Der Durchbruch gelang erst mit der Erfindung eines speziellen Destillationsgerätes durch Johann Heinrich Leberecht Pistorius (1777–1858), dem Pistoriusschen Brennapparat, den Pistorius am 21. März 1817 zum Patent anmeldete.  Mit diesem Gerät war es möglich, 60- bis 80-prozentigen Alkohol aus Kartoffelmaische herzustellen. Die Erfindung brachte in kurzer Zeit tiefgreifende Veränderung der Landwirtschaft im preußischen Staat und machte Berlin zum Zentrum des Schnapshandels, mit der Folge, dass es 1831 in der Provinz Brandenburg bereits mehr als 1.400 Kartoffelschnapsbrennereien gab. Dazu kam, dass Gutsherren das Kartoffelschnapsbrennen als eine gute zusätzliche Einnahmequelle ansahen und die Schlempe (Rückstände der Destillation) sich als erstklassiger Dünger und als Viehfuttermittel verwenden ließ.
Ab den 1830er-Jahren entstanden Kneipen, die Bier, Wein und vor allem billigen Schnaps ausschenkten. Zuerst in der Landwirtschaft, dann aber zunehmend auch in den Fabriken, wurde ein Teil des Lohnes in Kartoffelschnaps ausgezahlt. Die Folgen für die Bevölkerung waren verheerend. Alkoholismus machte sich breit, der mit zunehmender Armut und Arbeitslosigkeit im Elendsalkoholismus endete. Man bezeichnete die Entwicklung als eine Branntweinpest oder auch Kartoffelschnapspest (Schweiz). Um 1800 herum lag der Pro-Kopf-Konsum von Branntwein in Preußen beispielsweise noch bei zwei bis drei Litern pro Jahr (gemessen in reinem Alkohol). Ab den 1830ern stieg der Verbrauch auf über acht Liter, in Brandenburg sogar auf 13 Liter. 1844 kam in Berlin ein Branntweinschank auf je 109 Einwohner. Mit dem Reichsbranntweinsteuergesetz von 1887 wurden schließlich erstmals agrarpolitische, sozialpolitische und gesundheitspolizeiliche Ziele verfolgt und der Kartoffelschnaps durch die Steuererhebung erheblich verteuert. Mit diesem Instrument und durch die Auswirkungen des Ersten Weltkriegs wurde der Branntweinkonsum erheblich eingedämmt. Des Weiteren gründeten sich neue Vereinigungen für Nüchternheit („Nüchternheitsbewegungen“), die auch politische Stärke erreichten wie in Schweden die Volksbewegung gegen den Alkoholmissbrauch, im Schwedischen nykterhetsrörelse genannt.
1854 gründeten 127 Vertreter nord- und ostdeutscher Brennereien den Verein der Spiritusfabrikanten in Deutschland in Berlin. Um 1887/88 waren in Deutschland bereits 6268 Brennereien im Betrieb, die zusammen knapp über zwei Millionen Tonnen Kartoffeln verarbeiteten. Der Boom, der über die Jahre anhielt, führt um 1912/13 in Deutschland bei einer Jahresproduktion von drei Millionen Hektoliter Kartoffelschnaps schließlich zu einer Überproduktion an Schnaps, weshalb man den Alkohol als Ersatz für Petroleum in Spirituslampen verwendete und nach dem Ersten Weltkrieg  dem Automobilkraftstoff beimischte, in Spiritus-Leuchtlampen verwendete und als Industriealkohol einsetzte.

## Herstellung
Der Kartoffelschnaps wird vom Verfahren her genauso hergestellt wie der Obstschnaps. Nach gründlichem Waschen werden die mehligen Kartoffeln in kaltem Wasser angesetzt, sanft erhitzt und bei einer Temperatur von 95 °C zu einem Brei vermahlen. Anschließend wird der Brei bei 70–90 °C unter Zugabe bakterieller Enzyme verflüssigt und bei einer Temperatur von ca. 58 °C ein bis zwei Stunden lang verzuckert. Alternativ zu den Enzymen kann 15 Prozent Gerstenmalz zugesetzt werden, was aber den Geschmack wahrnehmbar verändert. In der so hergestellten Maische setzt nun eine alkoholische Gärung ein, bei der eine Gärtemperatur um die 20 °C als optimal anzusehen ist, 25 °C aber nicht überstiegen werden sollte, da sonst zu viele Aromastoffe verloren gehen. Weil eine gezuckerte Maische stark schäumen würde, wird ein Antischaummittel vor dem einsetzenden Gärprozess hinzugefügt. Der Gärprozess findet in einem so genannten Gärtrichter statt und sollte nach ca. drei Tagen abgeschlossen sein.
Der anschließende Brennvorgang erfolgt im Kupferkessel des Destilliergeräts bei ca. 75 °C. Da der Alkohol früher siedet als Wasser, kann er beim Erhitzen der Maische vom Wasser weitgehend separiert werden. Je nach Brennvorgang und Anzahl der Durchgänge können bis zu 80-prozentige Alkohole erzielt werden. Nach einigen Wochen der kühlen Lagerung sind die Brände dann unter Zugabe von Wasser auf trinkbare Werte von 20 bis 40 Volumenprozente zu reduzieren.